# Mariam Usman
Mariam Usman (ur. 9 listopada 1990 w Kadunie) – nigeryjska sztangistka, brązowa medalistka igrzysk olimpijskich i mistrzostw świata.

## Kariera
W 2008 roku wywalczyła brązowy medal w wadze superciężkiej podczas igrzysk olimpijskich w Pekinie. W zawodach tych wyprzedziły ją jedynie Jang Mi-ran z Korei Południowej i Ele Opeloge z Samoa. Pierwotnie Usman zajęła piąte miejsce, jednak wkrótce za doping zdyskwalifikowane zostały Olha Korobka z Ukrainy (2. miejsce) i Marija Grabowiecka z Kazachstanu (3. miejsce), a brązowy medal przyznano Nigeryjce. Na rozgrywanych trzy lata później mistrzostwach świata w Paryżu wywalczyła brązowy medal w tej samej kategorii wagowej. Medal otrzymała rok później, po tym jak zdyskwalifikowano Olhę Korobkę, która pierwotnie zajęła trzecie miejsce. Na igrzyskach olimpijskich w Rio de Janeiro w 2016 roku zajęła dziewiąte miejsce w tej samej kategorii wagowej. Brała też udział w igrzyskach olimpijskich w Londynie w 2012 roku, jednak spaliła wszystkie próby w podrzucie i ostatecznie nie była klasyfikowana.